# Relations entre l'Azerbaïdjan et la Hongrie

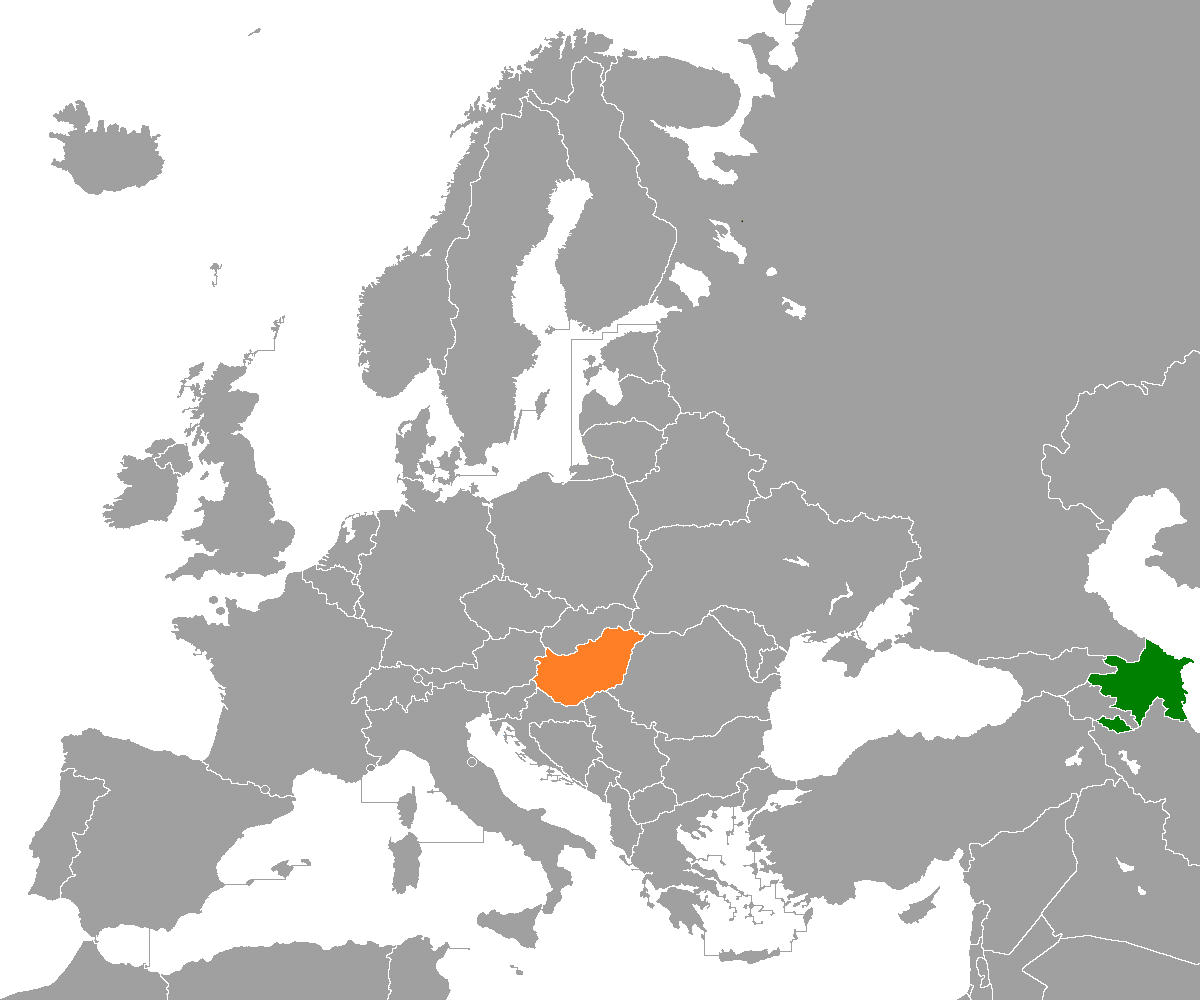

Les relations diplomatiques entre la République d'Azerbaïdjan et la Hongrie ont été établies un an après la déclaration d'indépendance de l'ancien État vis-à-vis de l'Union soviétique.

## Contexte

### Relations diplomatiques

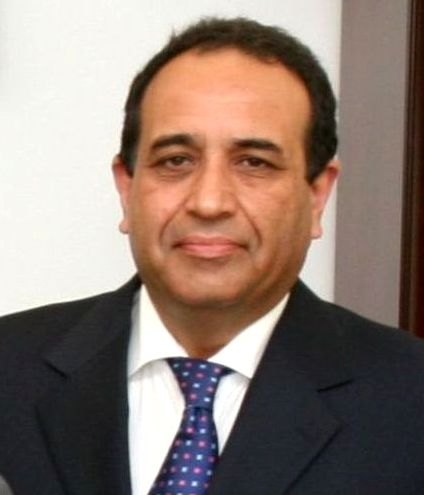
Ambassadeur d'Azerbaïdjan en Hongrie, Vilayat Gouliyev

La République de Hongrie a reconnu l'indépendance de la République d'Azerbaïdjan le 26 décembre 1991 et les relations diplomatiques ont été établies le 27 novembre 1992. L'ambassade de la Hongrie en Azerbaïdjan a été créée le 12 janvier 2009. Depuis le 14 décembre 2010, ambassadeur de la Hongrie en Azerbaïdjan est M. Zsolt Cutora. L’ambassade d’Azerbaïdjan en Hongrie a été ouverte en septembre 2004. L’Ambassadeur d’Azerbaïdjan en Hongrie est actuellement M. Vilayat Gouliyev.

### Minorité azerbaïdjanaise en Hongrie
Il y a environ des centaines d'Azerbaïdjanais en Hongrie.

## Visites mutuelles de haut niveau

### Chef d'état
- 4-5 décembre 1994 - Visite de travail du président de l'Azerbaïdjan Heydar Aliyev
- 18-19 février 2008 - Visite officielle du président de l'Azerbaïdjan Ilham Aliyev
- 26–27 janvier 2009 - Visite de travail du président de l'Azerbaïdjan Ilham Aliyev
- 10-12 novembre 2011 - Visite du président de la Hongrie, Pál Schmitt
- 11-12 novembre 2014 - Le président azerbaïdjanais Ilham Aliyev en visite en Hongrie[2].

### Chef de gouvernement
- 7–8 juillet 2008 - visite officielle du Premier ministre hongrois Ferenc Gyurcsány;
- 14 novembre 2008 - visite de travail du Premier ministre Ferenc Gyurcsány;
- 13-14 septembre 2010 - Visite officielle du Premier ministre hongrois Viktor Orbán;
- 29 juin-1er juillet 2012 - Visite officielle du Premier ministre hongrois, Viktor Orbán.

### Ministres
- Février 1997 - Visite de la secrétaire d'État au MAE de la Hongrie, M. I.Sent-Ivan.
- 7 au 8 septembre 1998 - Visite de la secrétaire d'État au MAE de la Hongrie, Q. Qabi
- 03-24 avril 2004 - Visite de Y.Boros, secrétaire d'État adjoint de la Hongrie
- 22 au 24 janvier 2006 - Hongrie Secrétaire d'État au MAE du ministère des Affaires étrangères chargé des questions politiques Visite d'A. Boro
- 29 novembre-1er décembre 2006 - Visite du vice-ministre des Affaires étrangères K. Khalafov
- 22-23 mars 2007 - Visite du ministre des Finances de l'Azerbaïdjan, M. S. Charifov
- 17-19 mai 2007 - Visite officielle de la ministre des Affaires étrangères de la Hongrie, Mme K.Qonts
- 13-15 septembre 2007 - Visite de N. Aliyev, ministre de l'Industrie et de l'Énergie de l'Azerbaïdjan
- 23-25 septembre 2007 - Visite officielle du ministre du Travail et de la Protection sociale de la population de l'Azerbaïdjan F.Alakbarov
- 22 novembre 2007 - Visite de Y. Koka, ministre hongrois de l'économie et des transports
- 24–27 mai 2009 - Visite de E.Guliyev, Chef du service des frontières de l'Azerbaïdjan
- 2 mars 2010 - Visite du vice-ministre des Affaires étrangères, M. Mammad-Guliyev
- 11-12 mars 2010 - Visite de M. Mardanov, ministre de l'Éducation de l'Azerbaïdjan
- 24-26 février 2011 - Visite de la ministre slovaque des Affaires étrangères de la Hongrie, M. Nemet
- 28 février-2 mars 2011 - Visite du vice-ministre des Affaires étrangères K. Khalafov
- 27-30 novembre 2011 - Visite de S.Muslimov, président du Fonds national de protection sociale de la République azerbaïdjanaise
- 23-25 juillet 2012 - Visite du secrétaire d'État Péter Szijjártó, secrétaire d'État, du groupe de commissions intergouvernementales entre l'Azerbaïdjan et la Hongrie
- 8 au 9 octobre 2012 - Visite de travail de la ministre du Développement économique, Chahin Moustafaev
- 12-14 mars 2013 - Visite de la secrétaire d'État au ministère du Développement rural, Gyula Budai

- 7–8 avril 2013 - Le Ministre du développement national, Zsuzsa Nemeth, Secrétaire d'État au développement national, V.Nagy Vilmos, Directeur général de l'aviation nationale, Ildiko Sakmari, Conseiller principal auprès du Ministère du développement national, Istvan Erenyi en visite (pour sa participation au Forum économique mondial)
- 17 mai 2013 - Visite de O.Chiraliyev, ministre de la Santé de la République d'Azerbaïdjan
- 8–9 novembre 2013 - Visite de la ministre des Technologies de l'information et de la communication, A.Abbassov
- 1er et 3 décembre 2013 - Visite de la ministre du Développement national, Zsuzsa Nemeth
- 27–28 janvier 2014 - Visite du secrétaire d'État Peter Sijjarto, président du groupe de commissions intergouvernementales entre l'Azerbaïdjan et la Hongrie
- 27-28 avril 2014 - Visite de travail du ministre des Affaires étrangères, E. Mammadyarov[3]
- 3-4 novembre 2014 - Le ministre hongrois des Affaires étrangères et du Commerce extérieur, Péter Szijjártó, s'est rendu en Azerbaïdjan[1].

## Relations interparlementaires
- Hongrie Le 26 mars 2007, le Parlement hongrois a créé le groupe d'amitié interparlementaire Hongrie-Azerbaïdjan. Márton Gyöngyösi est le président du groupe.
- Azerbaïdjan Le 8 avril 2011, le groupe de travail sur les relations interparlementaires entre l'Azerbaïdjan et la Hongrie a été créé au Milli Majlis d'Azerbaïdjan. Khanhuaseyn Kazimli est le chef du groupe de travail.

## Partenariat stratégique
La Hongrie a signé un accord de partenariat stratégique avec l'Azerbaïdjan le 11 novembre 2014.  Outre l'accord principal, un document d'aviation coopérant pour relancer les vols directs entre Budapest et Bakou, un accord de bourse pour 200 étudiants azerbaïdjanais et d'autres accords sur le sport, la jeunesse et le tourisme ont tous été signés aujourd'hui.

## Éducation
L’Azerbaïdjan est considéré comme l’un des marchés les plus prometteurs pour les universités hongroises qui cherchent à attirer des étudiants étrangers. Les principales universités du pays sont prêtes à fournir aux étudiants azerbaïdjanais un enseignement de qualité dans les domaines suivants: relations internationales, gestion, TIC, médecine, agriculture, ingénierie, etc. et l'approvisionnement en eau. La possibilité d'étudier les étudiants azerbaïdjanais en Hongrie a été créée par un accord relatif à un programme de bourses d'études, signé en 2012 à Budapest, en marge d'une réunion de la commission intergouvernementale de coopération économique. À partir de 2015, la Hongrie admettra 200 étudiants azerbaïdjanais dans le cadre de ce programme. La partie hongroise financera les études, fournira un dortoir et accordera aux étudiants une bourse mensuelle d'environ 40 460 forints hongrois (environ 125 euros). 

## Énergie
La Hongrie devra trouver de nouvelles sources pour assurer la sécurité de ses approvisionnements en énergie à long terme, a déclaré le ministre des Affaires étrangères, Péter Szijjártó, en réaction aux plans de chute de la Russie pour le projet de gazoduc South Stream (Flux du Sud). Szijjarto a mentionné le gaz importé d’Azerbaïdjan.